# Tym (přítok Ochotského moře)
Tym (rusky Тымь) je největší řeka na ostrově Sachalin v Sachalinské oblasti v Rusku. Je 330 km dlouhá. Povodí má rozlohu 7 850 km².
V ruském Státním vodním registru má řeka kód 20050000212118300000852.

## Průběh toku
Pramení na západním svahu Lopatinovy hory ve Východosachalinských horách. Na středním toku protéká přes Tymsko-poronajské údolí. Ústí dvěma rameny do Nyjského zálivu Ochotského moře.

## Vodní stav
Zdrojem vody jsou převážně sněhové srážky. Ke katastrofálním povodním dochází během tajfunů. Průměrný průtok vody ve vzdálenosti 80 km od ústí činí 89 m³/s. Zamrzá v listopadu až na začátku prosince a rozmrzá na konci dubna až v květnu.

## Využití
Vodní doprava je možná na dolním toku. Řeka je splavná pro vodáky.

## Zajímavosti
Státní vodní registr udává pramen řeky jako výtok z jezera Petušok, z něhož také vytéká řeka Vazi, která stejný výškový rozdíl k moři překonává v délce pouze 42 km.